# Paragoge

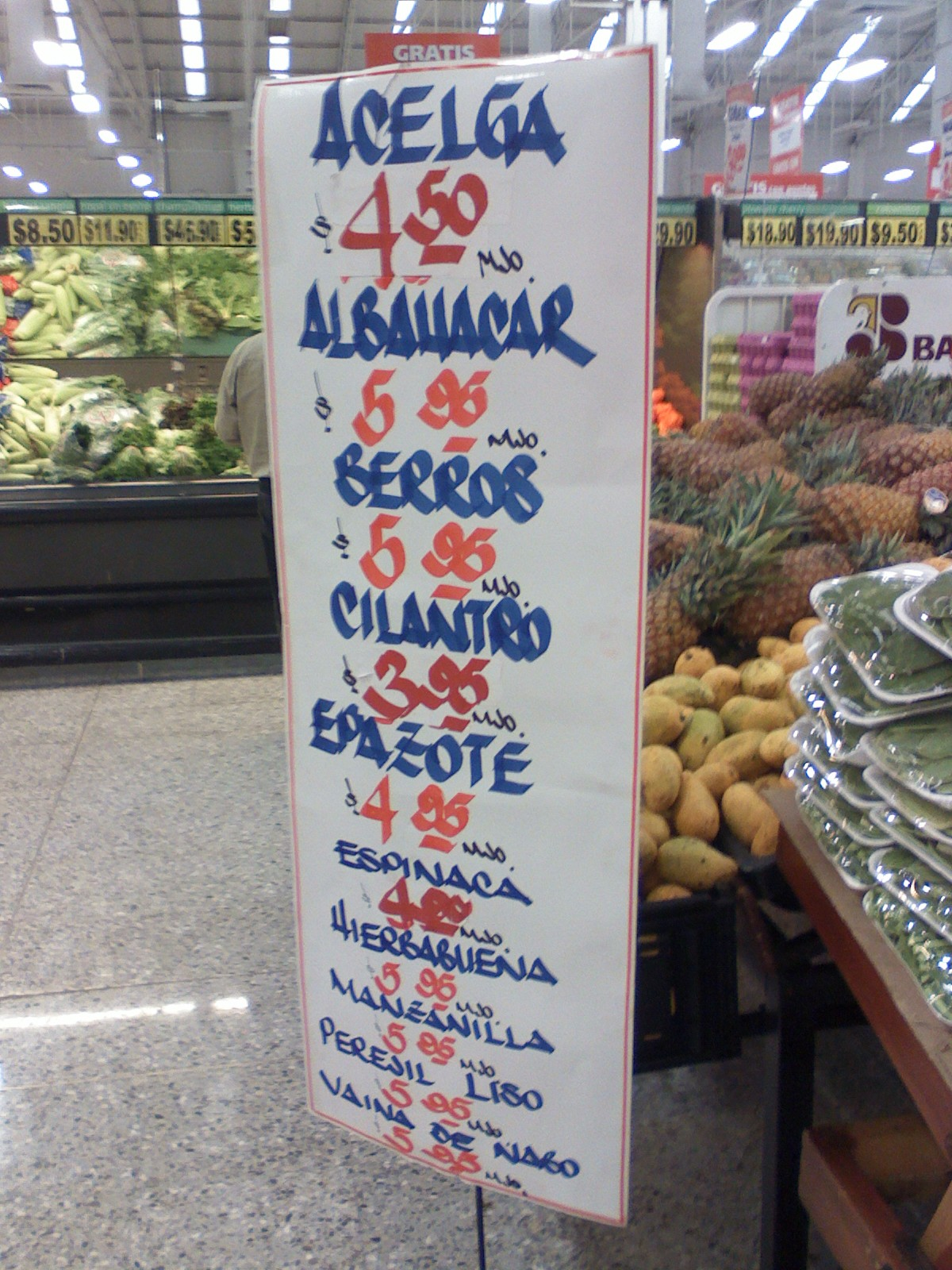
Paragoge en un supermercado mexicano: albahácar por albahaca.

Se denomina paragoge al metaplasmo que consiste en agregar un fonema o más, etimológico o no y por lo general una vocal, al final de un vocablo, como por ejemplo en felice por "feliz", en huéspede por "huésped". Se denomina también epítesis y se utilizaba en el romancero y en la versificación o métrica para aumentar artificialmente el cómputo silábico del verso.
La paragoge épica de los cantares de gesta y de los romances poseía la función, según Ramón Menéndez Pidal, de dar un carácter arcaico a la lengua y con tal propósito los juglares mantenían en palabras finales de verso la –e final etimológica, ya perdida entonces, pero viva hasta el siglo XI (así, en el Cantar de mio Cid, trinidade, alaudare), y añadían una –e paragógica a palabras que etimológicamente no la poseían (mase "más", sone "son", alfoce, "alfoz"), bien por ultracorrección arcaizante o bien por licencia poética.
Ejemplo:
¿Qué morada te aguarda? ¿qué alta cumbre,

qué prado ameno, qué repuesto bosque

harás tu domicilio? ¿en qué felice

playa estampada tu sandalia de oro...

Este uso de la paragoge corresponde al verso 64 de Alocución a la poesía de Andrés Bello. El poeta recurrió a esta figura para obtener el endecasílabo que requería la forma métrica que utiliza en el poema.